# Franciszek Piper
Franciszek Piper (1941) is een Poolse historicus. Hij was vooral bekend om zijn onderzoek naar de Joodse Holocaust, in het bijzonder om zijn onderzoek in de geschiedenis van Auschwitz. Hij is een van de wetenschappers die meer precieze getallen heeft verzameld over het dodental in Auschwitz. Volgens zijn onderzoek zijn er minstens 1,1 miljoen mensen in Auschwitz omgekomen, waarvan minstens 1,0 miljoen Joden.